# Guy Domville
Guy Domville é uma peça teatral de Henry James representada pela primeira vez em Londres em 1895. A primeira apresentação terminou com o autor sendo vaiado por uma parte do auditório quando foi cumprimentar o público ao fim do espetáculo. Esta falha marcou o fim das tentativas de James de conquistar o teatro.

## Enredo
A peça se passa na Inglaterra dos anos de 1780. Frank Humber propõe casamento à viúda sra. Peverel, cujo filho tem Guy Domville por tutor. Domville deseja torna-se um sacerdote católico, mas descobre que é o último da sua família. Ele passa a acreditar que é seu dever casar-se de dar continuidade à linhagem familiar. Quando a sra. Peverel rejeita a proposa de Humber, ele suspeira que ela possa estar apaixonada por Domville.
Guy está prestes a se casar com Mary Brasier, mas ela ama o tenente George Round, em verdade. Quando compreende a situação, Guy recusa-se a seguir com o casamento, e, ao invés, ajuda Mary e George. Domville também sente que Frank Humber e a sra. Peverel estão apaixonados, e recomenda-os um ao outro. Guy entra para o sacerdócio, como havia antes planejado.